# Thistle Island
Thistle Island är en ö i Australien. Den ligger i delstaten South Australia, omkring 220 kilometer väster om delstatshuvudstaden Adelaide. Arean är 43 kvadratkilometer. Den sträcker sig 15,1 kilometer i nord-sydlig riktning, och 11,5 kilometer i öst-västlig riktning.
Genomsnittlig årsnederbörd är 792 millimeter. Den regnigaste månaden är juni, med i genomsnitt 145 mm nederbörd, och den torraste är januari, med 23 mm nederbörd.